# موريس بينارد
موريس بينارد (بالإنجليزية: Maurice Benard)‏ مواليد 1 مارس 1963 في كاليفورنيا، الولايات المتحدة، هو ممثل أمريكي بدأ مسيرته الفنية سنة 1987. كما أنه من الفائزين بجائزة إيمي.

## الأعمال

### أفلام
- جوي (2015) (بدور: جاريد)

### مسلسلات
- أول ماي تشيلدرن (1987) (بدور: نيكو كيلي)
- إدارة مكافحة المخدرات (1990)
- المستشفى العام (1993)
- بورت شارلز (2000)

## وصلات خارجية
- موريس بينارد على موقع IMDb (الإنجليزية)
- موريس بينارد على موقع إن إن دي بي (الإنجليزية)
- موريس بينارد على موقع قاعدة بيانات الفيلم (الإنجليزية)

- الموقع الرسمي